# Pteroglossus bailloni
Pteroglossus bailloni este o specie de pasăre din familia Ramphastidae. Se găsește în Pădurea Atlantică din nord-estul Argentinei, sud-estul Braziliei și estul Paraguayului.

## Taxonomie și sistematică
Numele științific al acestei specii îl onorează pe naturalistul francez Louis Antoine François Baillon⁠(d). Pasărea a fost descrisă inițial în genul Ramphastos și a fost plasat de unele autorități și în genul Andigena. A fost plasată anterior în genul monotipic Baillonius, dar Kimura et al. (2004) au reușit să demonstreze că aparține genului Pteroglossus.
Într-un studiu ulterior, aceasta a fost confirmată prin analizarea secvenței moleculare⁠(d) a Pteroglossus bailloni de către Pereira et al. (2008). Descoperirea a fost susținută de vocalizarea și caracteristicile anatomice care erau similare cu alte specii de Pteroglossus.

## Galerie

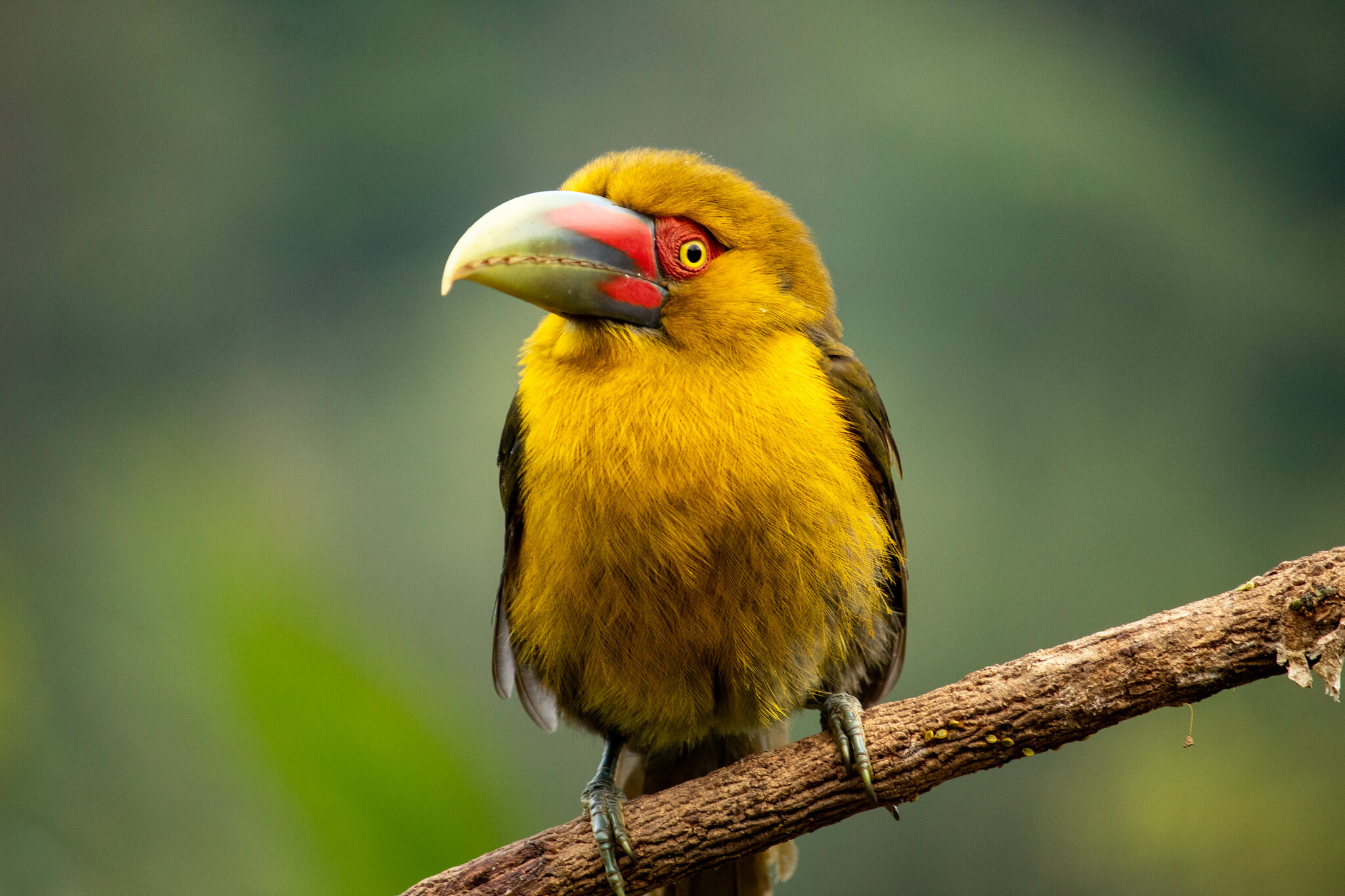
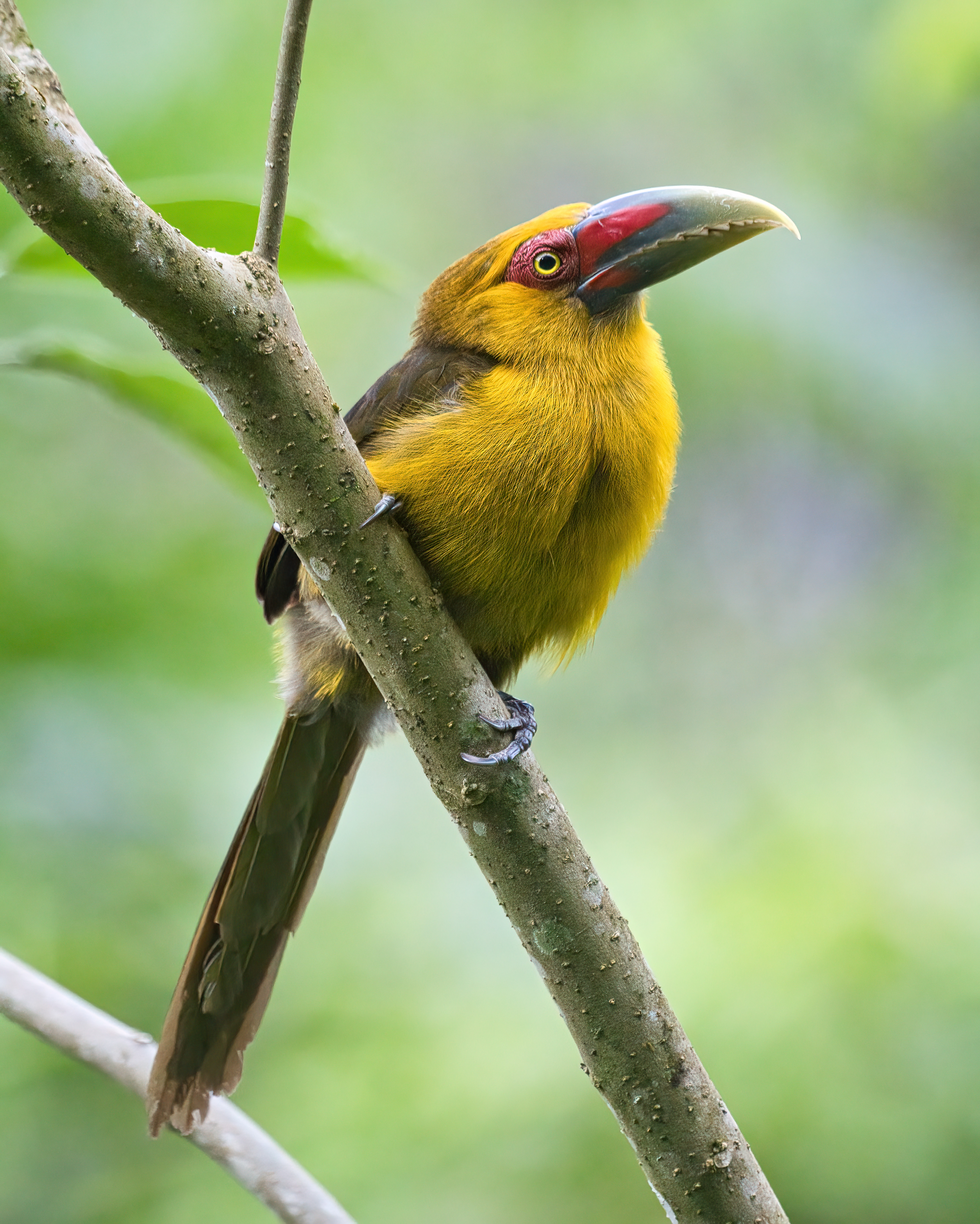
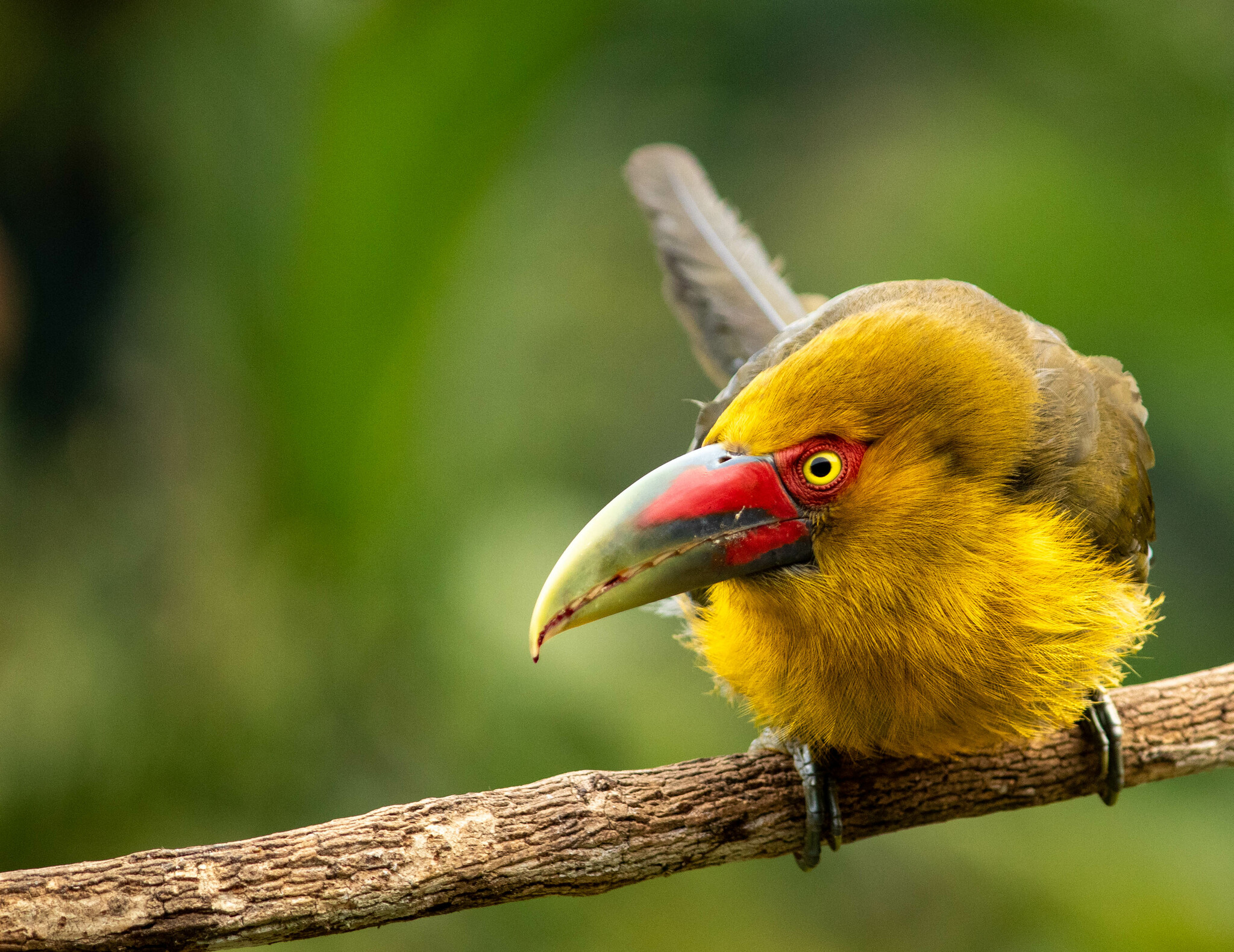
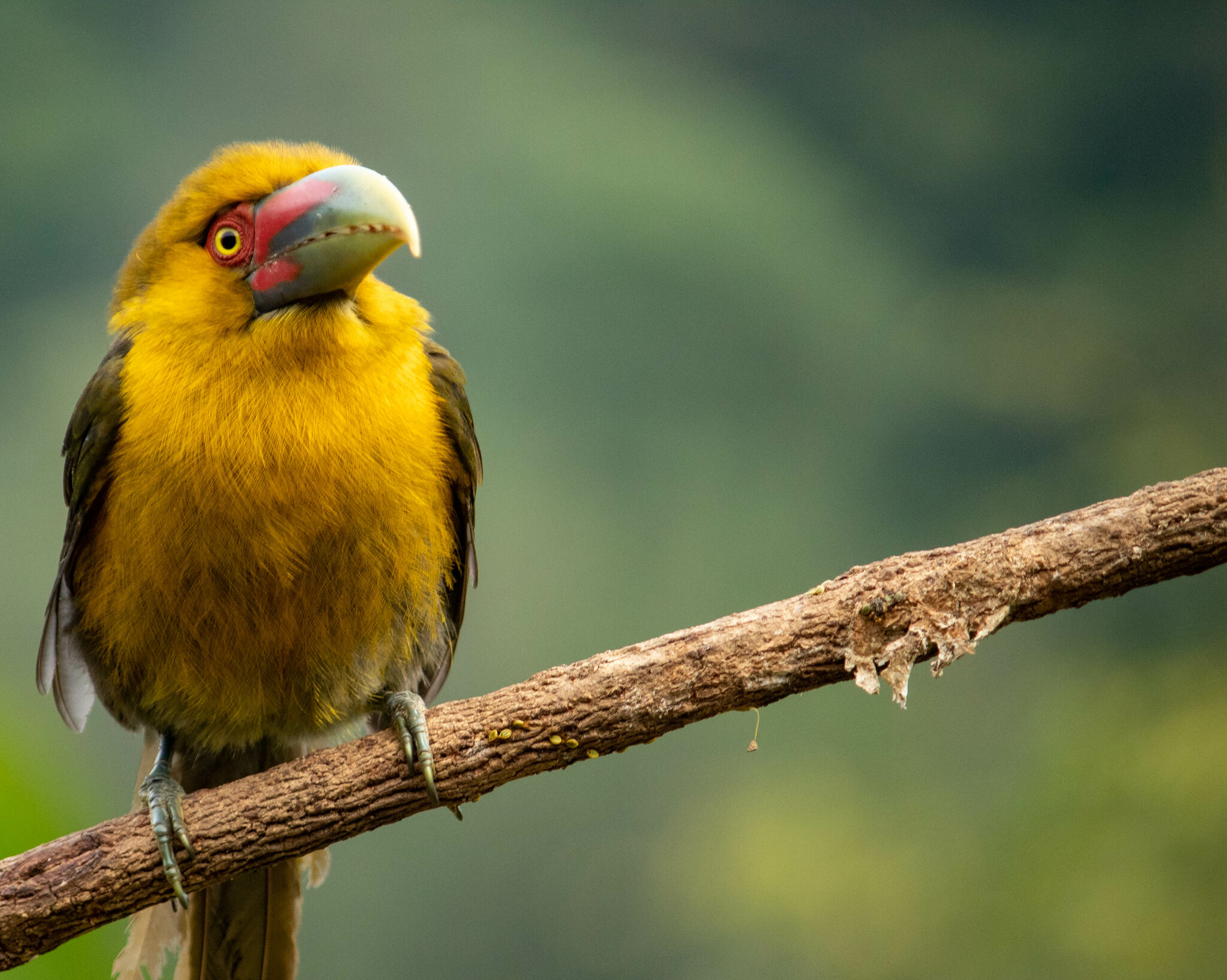